# Kallerstads tegelbruk
Kallerstads tegelbruk var ett svenskt tegelbruk vid Stångån i nuvarande stadsdelen Kallerstad i Linköping.
Kallerstads säteri köptes 1894 av ingenjören Ulrik Westfält, som 1894 grundade ett tegelbruk. Bruket hade ringugn och torklador. Bruket ingick från 1906 i det då bildade AB Förenade Tegelbruken i Linköping tillsammans med Mjölby tegelbruk och Rakereds tegelbruk, och från 1946 också med Ljungs tegelbruk.
År 1952 byggdes en kammartorkanläggning. Huvudprodukterna var murtegel och tegelrör, men specialtegel som munk- och nunnetegel, samt klint- och reveteringstegel, tillverkades. 
Kallerstads tegelbruk blev det största av de tre ursprungliga tegelbruken i Förenade Tegelbruken. 
Tillverkningen låg på drygt 3 miljoner tegel årligen under 1910- och 1920-talen. Huvudprodukterna var murtegel och rör, men man tillverkade även specialtegel som munk- och nunnetegel samt klint- och reveteringstegel.
Sala Tegelbruks AB köpte Förenade Tegelbruken 1957. Kallerstads tegelbruk lades ned 1966 och ugnshuset brann ned 1981.